# Bangassou
Bangassou is een stad in het zuiden van de Centraal-Afrikaanse Republiek, en tevens de hoofdstad van het prefectuur Mbomou. De plaats ligt aan de Mbomourivier, die de grens vormt tussen de Centraal-Afrikaanse Republiek en Democratische Republiek Congo. Een pontveer verbindt de stad met de zuidoever.